# Rjev
Rjev é uma cidade na Rússia, o centro administrativo de um raion do Oblast de Tver. A cidade é localizada às margens ambas do rio Volga, no cruzamento dos caminhos-de-ferro Moscovo-Riga e Likhoslavl-Briansk.